# Castillon (Altos Pirineos)
 Castillon es una población y comuna francesa, situada en la región de Mediodía-Pirineos, departamento de Altos Pirineos, en el distrito de Bagnères-de-Bigorre y cantón de Lannemezan.

## Demografía
| 117 | 123 | 112 | 115 | 109 | 98 | 90 |
| Para los censos de 1962 a 1999 la población legal corresponde a la población sin duplicidades (Fuente: INSEE [Consultar]) |     |     |     |     |    |    |